# توماس وولسي
الكاردينال  توماس وولسي  (مارس 1473 - 29 نوفمبر 1530) كاردينال كاثوليكي إنجليزي. عندما أصبح هنري الثامن ملكًا على إنجلترا عام 1509، جعله هنري الكاهن المكلف بتوزيع صدقات الكنيسة على الفقراء. وبحلول عام 1514، أصبح وولسي المسيطر على جميع مسائل الدولة تقريبًا، وامتد تأثيره إلى الكنيسة الكاثوليكية نفسها،
ثم أصبح مستشار للملك، وتمتع بحريات كبيرة، حتى اعتبره البعض «ملك آخر». وداخل الكنيسة، أصبح كبيرًا لأساقفة يورك ثاني أهم منصب كنسي في إنجلترا، ومن ثم أصبح كاردينال في عام 1515، مما أتاح له الأسبقية حتى على كبير أساقفة كانتربري. اهتم وولسي بفن العمارة، وخاصة منزله القديم قصر هامبتون كورت، والذي ما زال باقيًا إلى اليوم.

## روابط خارجية
- توماس وولسي على موقع الموسوعة البريطانية (الإنجليزية)
- توماس وولسي على موقع إن إن دي بي (الإنجليزية)